# Victoria Abril
Pour les articles homonymes, voir Rojas et Abril.
Victoria Abril est une actrice et chanteuse espagnole, née le 4 juillet 1959 à Madrid (Espagne).

## Biographie

### Jeunesse et formation
Victoria Abril naît le 4 juillet 1959 à Madrid, sous le nom d'état civil de Victoria Mérida Rojas.
Elle est élevée, avec son frère Jésus et sa sœur Marie-Isabel, par leur mère infirmière après la séparation des parents. Elle grandit à Malaga puis à Madrid. Sa vocation première est la danse classique qu'elle pratique jusqu'à l'adolescence. Très sportive, à 8 ans elle se rêve gymnaste et suit des cours à l'École nationale de danse de Madrid. En 1974, elle est diplômée du Conservatoire national de danse de Madrid. Sur les conseils de son professeur, elle fait ses débuts d'actrice en 1975 dans le film Obsession (es) de Francisco Lara Polop.
À seize ans, elle joue un tout petit rôle aux côtés d'Audrey Hepburn et Sean Connery dans le film américain La Rose et la Flèche de Richard Lester, sorti en 1976. C'est à cette époque qu'elle change son nom en « Abril ». Elle enchaîne alors les seconds rôles en Espagne.

### Révélation critique et commerciale (années 1980)
En 1977, la carrière de Victoria Abril marque une étape importante quand elle commence à travailler avec le cinéaste Vicente Aranda qui lui offre un premier rôle périlleux, celui d'une jeune femme transgenre, dans le film Je veux être femme (1977). Grâce à cette œuvre elle est vite reconnue comme l'une des actrices les plus prometteuses du cinéma espagnol. Ce film préfigure une longue collaboration avec le réalisateur, notamment dans les films La Fille à la culotte d'or (1980), Asesinato en el Comité Central (1981), Tiempo de silencio (1986), Si te dicen que caí (1989).
Entre 1976 et 1977, elle apparaît aussi à la télévision espagnole comme présentatrice et animatrice avec les jeux Un, dos, tres... responda otra vez et 625 lineas. Durant les années 1980, elle tourne avec les réalisateurs espagnols José Luis Borau, Jaime Chávarri, Manuel Gutiérrez Aragón, Jaime de Armiñán, Agustín Díaz Yanes, Manuel Gómez Pereira, Carlos Saura et, surtout, Pedro Almodóvar.
Parallèlement, elle tient des seconds rôles dans des films français. En 1980, elle tient des petits rôles dans une comédie potache de Max Pécas, Mieux vaut être riche et bien portant que fauché et mal foutu, puis dans un film d'auteur avec Annie Girardot, Le Cœur à l'envers, de Franck Appréderis. En 1983, elle apparaît dans le drame J'ai épousé une ombre, avec Nathalie Baye, mais joue aussi dans La Lune dans le caniveau de Jean-Jacques Beineix. L'année suivante, elle tient un autre second rôle dans L'Addition de Denis Amar. Ses performances dans ces deux projets lui valent deux nominations consécutives pour le César de la meilleure actrice dans un second rôle en 1984 et 1985.

### Almodóvar et comédies à succès en France (années 1990)

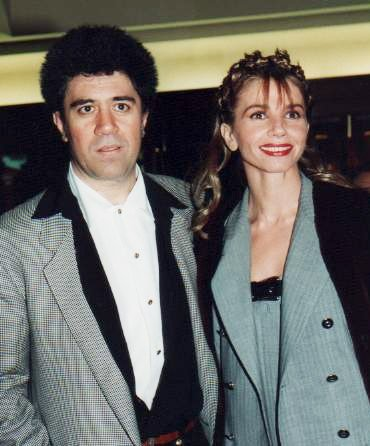
L'actrice aux côtés de Pedro Almodóvar à la cérémonie des Césars 1993, où elle est nommée pour Talons aiguilles.

En Allemagne, Victoria Abril reçoit l'Ours d'argent de la meilleure actrice au festival de Berlin 1991 pour Amants de Vicente Aranda. Dans la foulée, Pedro Almodóvar l'intronise comme sa muse au début des années 1990 : il lui offre le premier rôle de Attache-moi !, sorti en 1990, face à Antonio Banderas, puis de Talons aiguilles, aux côtés de Marisa Paredes, gros succès de l'année 1992. En 1993, elle joue dans Kika, dont le rôle-titre est tenu cette fois par Verónica Forqué. Il s'agira de sa dernière collaboration avec le cinéaste madrilène, qui lui préfère Penélope Cruz durant la seconde moitié des années 1990 puis durant les années 2000.
En France, la comédienne s'impose alors comme une actrice jouant dans le registre du comique. En effet, si en 1993, elle tient le premier rôle féminin de la comédie américaine Jimmy Hollywood, sous la direction de Barry Levinson, ce sont des comédies françaises qui ont recours à elle durant les années 1990. En effet, Gérard Jugnot, après l'avoir rencontrée à l'occasion de la reprise des rôles principaux de la pièce de théâtre Nuit d’ivresse en 1986 (ils font également un caméo dans la version filmée Nuit d'ivresse, avec Josiane Balasko et Thierry Lhermitte), lui confie un rôle en 1988 dans son troisième long métrage comme réalisateur, Sans peur et sans reproche. Ils collaboreront de nouveau pour la comédie dramatique Une époque formidable… en 1991, puis pour Casque bleu, en 1993. Mais en 1994, c'est face à Josiane Balasko, actrice et réalisatrice, qu'elle s'impose dans la comédie de mœurs Gazon maudit. Elle y joue Loli, l'épouse modèle d'un homme moyen incarné par Alain Chabat, qui se découvre une passion homosexuelle pour une femme de passage interprétée par Josiane Balasko.
En 1996, en Espagne, elle gagne un prix Goya de la « meilleure actrice » pour le film Personne ne parlera de nous quand nous serons mortes d'Agustín Díaz Yanes. Au total, elle aura été nommée onze fois aux Goya. En 1998, elle tient le premier rôle du film français, La Femme du cosmonaute de Jacques Monnet. L'année suivante, Charlotte de Turckheim lui confie aussi le premier rôle de sa première réalisation, la comédie semi-autobiographique Mon père, ma mère, mes frères et mes sœurs….

### Passage au second plan (années 2000)
Les années 2000 vont cependant marquer un passage à des projets moins exposés. En 2001, elle surprend en tenant le premier rôle d'une comédie romantique islandaise, 101 Reykjavík, premier long métrage de Baltasar Kormákur.
En Espagne, elle continue à tourner avec Agustín Díaz Yanes – Sans nouvelles de Dieu (2003) et Sólo quiero caminar (2008), Carlos Saura – Le Septième Jour (2005), Vicente Aranda – Tirant le Blanc (2005) – et retrouve même Antonio Banderas comme réalisateur pour Summer Rain. En France, si l'on exclut la comédie noire Leur morale... et la nôtre, dont elle partage l'affiche avec André Dussollier, elle se contente de seconds rôles dans les comédies de Charlotte de Turckheim – Les Aristos (2006) et Mince alors ! (2012) – ou encore dans 48 heures par jour, de Catherine Castel, avec Aure Atika et Antoine de Caunes dans les premiers rôles.
En 2004, elle joue aussi face à Gilbert Melki dans la production espagnole Piégés (Incautos) de Miguel Bardem (es).

### Télévision (années 2010-2020)

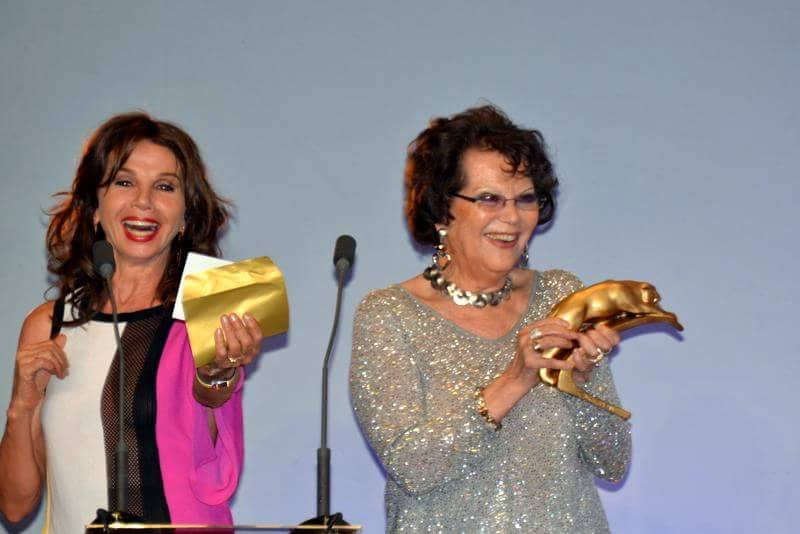
La comédienne aux côtés de Claudia Cardinale, à la cérémonie des Lumières 2015.

Victoria Abril n'apparait que dans quatre films durant les années 2010, dont la comédie Joséphine s'arrondit de Marilou Berry. C'est le rôle de mère qu'elle incarne à télévision française de 2010 à 2018 dans la série à succès de TF1 Clem, dont le rôle-titre, celui d'une adolescente de seize ans tombant enceinte, est incarnée par Lucie Lucas.
En mai 2013 elle devient jurée sur l'émission Un air de star sur M6.
En 2014, elle revient sur le petit écran espagnol avec la série Sin identidad. Elle y interprète une ancienne prostituée alcoolique à qui on a retiré la garde de son enfant sous Franco. Ce rôle lui vaut une nomination aux « premios actores y actrices ». La fiction est récompensée au Festival TV de Luchon. Elle reste pour le moment inédite en France.
En France, elle apparait aussi dans d'autres programmes télévisés, comme un épisode de la série policière Capitaine Marleau (2016) sous la direction de Josée Dayan, ou en portant le téléfilm judiciaire La Loi de Gloria en 2017. En 2011, elle apparait aussi dans la mini-série chorale Les Beaux Mecs.
En juin 2018, elle annonce son départ de Clem au bout de huit saisons.
Elle rebondit vers un rôle d'invitée dans la série policière de France 2 Caïn, puis en tournant la mini-série espagnole Diaz de Navidad pour Netflix. La fiction suit le parcours de quatre sœurs, et les autres rôles seront tenus par Verónica Forqué et Elena Anaya.
En 2021 elle apparaît dans la série de TF1 Demain nous appartient.
Au début de l’année 2023, de nombreuses rumeurs annoncent son retour dans Clem, malgré le décès de son personnage. Il faudra attendre le 31 mai pour que TF1 confirme ce retour dans la treizième et dernière saison de la série,. D’après les dires de l’actrice, ce retour serait « Pour dire au revoir à Caroline qui a été si mal expédiée » . Toujours selon ses dires également le public découvrira « ce qu’il s’est passé avant l’accident ». La diffusion est attendue fin 2023.

### Chanson

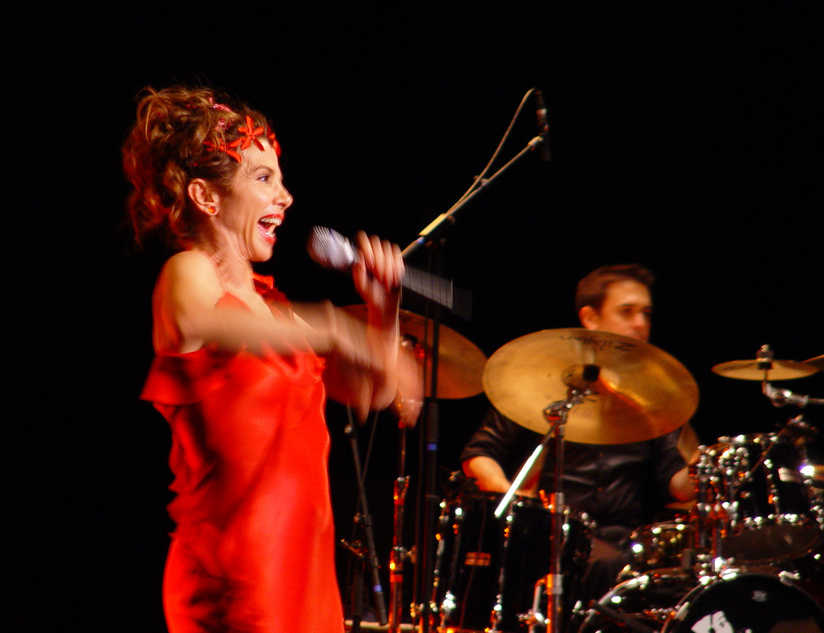
Victoria Abril sur scène à Madrid en 2006.

Parallèlement au cinéma, au théâtre et à la télévision, elle mène une carrière de chanteuse en sortant cinq disques en Espagne. Elle se présente à la sélection espagnole pour le concours Eurovision de la chanson en 1979 avec la chanson Bang-Bang-Bang, mais elle perd contre Betty Missiego.
En 2004, elle sort un disque où elle interprète des standards de la bossa nova appelé Putcheros do Brasil, et tourne en concert durant trois ans à l'international. En 2007, elle sort l'album Olala dans lequel, entre autres, elle reprend la chanson de Robert Nyel et Gaby Verlor Le P'tit bal perdu, suivi de deux ans de tournée.
Elle a également dit le texte parlé dans le conte musical Pierre et le Loup de Sergueï Prokofiev à la Cité des congrès de Nantes.

## Vie privée
Le 28 juillet 1977, à 18 ans, Victoria épouse Gustavo Laube, footballeur dans l'équipe nationale du Chili. Mais l'union tourne court et l'actrice divorce après trois ans de mariage.
En 1981, elle rencontre le chef opérateur Gérard de Battista, sur le tournage de La Guerrillera et le suit en France. Le couple a deux enfants, Martin (né en 1990) et Félix (né en 1992), mais ils se séparent après 15 ans de vie commune.
En 1997, elle a une relation avec le producteur Pierre Edelman.
En 2012, elle annonce ses fiançailles avec son nouveau compagnon.

## Affaire judiciaire
Le 29 décembre 2023, l'avocat de Victoria Abril annonce que cette dernière porte plainte contre l'actrice Lucie Lucas pour diffamation. En effet, le 26 décembre, en pleine affaire Depardieu, cette dernière a reproché à l’actrice espagnole d’avoir signé la tribune de soutien à l'acteur dans Le Figaro, et l'a accusée d'avoir eu elle aussi des comportements inappropriés sur les plateaux de tournage, comprenant des violences sexistes et sexuelles,. Le 30 décembre 2023, Lucie Lucas exprime des regrets concernant ses accusations, reconnaissant avoir agi sous l'émotion et affirmant ne pas être fière de sa démarche.
Laurent Gamelon, l'interprète du père de Clem dans la série, revient à son tour sur cette affaire. Le comédien exprime d'abord son incompréhension sur la sortie de Lucie Lucas, non pas sur le fond mais sur la forme, car incapable de prouver les accusations portées contre l'actrice espagnole. Il rapporte ensuite qu'il serait directement concerné par cette affaire, suite à un « geste un peu déplacé » de Victoria Abril à son égard,.

## Filmographie

### Cinéma

#### Années 1970
- 1975 : Obsession (es) (Obsesión) de Francisco Lara Polop : Angelines
- 1976 : El puente de Juan Antonio Bardem : Lolita
- 1976 : El hombre que supo amar (ca) de Miguel Picazo : Ameli
- 1976 : La Rose et la Flèche (Robin and Marian) de Richard Lester : La reine Isabelle
- 1977 : Ça va être ta fête, Robin (Storia di arcieri, pugno e occhi neri) de Tonino Ricci : Lady Anne Birdsley
- 1977 : Je veux être femme (Cambio de sexo) de Vicente Aranda : José María/María José
- 1977 : Caperucita y roja d'Altor Goiricelaya et Luis Revenga : Caperucita
- 1977 : Esposo y amante d'Angelino Fons : Marisa
- 1977 : Dona Perfecta de César Fernandez Ardavin : Rosario

#### Années 1980
- 1980 : La Fille à la culotte d'or (La muchacha de las bragas de oro) de Vicente Aranda : Mariana
- 1980 : Mater amatísima de José Antonio Salgot : Clara
- 1980 : Mieux vaut être riche et bien portant que fauché et mal foutu de Max Pécas : Mercedes
- 1980 : Le Cœur à l'envers de Franck Appréderis : L'hôtesse
- 1981 : Western (Comin' at Ya!) de Ferdinando Baldi : Abilene
- 1981 : La batalla del porro (es) de Joan Minguell : Violeta
- 1981 : Asesinato en el Comité Central de Vicente Aranda : Carmela
- 1982 : La Guérilléra de Pierre Kast : Barbara Périsson
- 1982 : La casa del paraiso de Santiago San Miguel : Victoria
- 1983 : La noche más hermosa (ca) de Manuel Gutiérrez Aragón : Elena
- 1983 : La Ruche (La Colmena) de Mario Camus : Julita
- 1983 : Sans l'ombre d'un péché (Sem Sombra de Pecado) de José Fonseca e Costa : Maria de Luz / Lucilia
- 1983 : J'ai épousé une ombre de Robin Davis : Fifo
- 1983 : La Lune dans le caniveau de Jean-Jacques Beineix : Bella
- 1983 : Le Bâtard de Bertrand Van Effenterre : Betty
- 1984 : Le Voyage de Michel Andrieu : Véronique
- 1984 : Le Passeur (Río abajo) de José Luis Borau : Engracia
- 1984 : Les bicyclettes sont pour l'été (es) (Las bicicletas son para el verano) de Jaime Chávarri : Manolita
- 1984 : Padre nuestro (es) de Francisco Regueiro : Cardenala
- 1984 : L'Addition de Denis Amar : Patty
- 1985 : After Darkness de Sergio Guerraz et Dominique Othenin-Girard : Pascale
- 1985 : L'Heure des sortilèges (La hora bruja) de Jaime de Armiñán : Saga
- 1985 : Rouge-gorge de Pierre Zucca : Marguerite
- 1986 : Max mon amour de Nagisa Ōshima : Maria
- 1986 : Nuit d'ivresse de Bernard Nauer : la compagne de Jugnot
- 1986 : Tiempo de silencio de Vicente Aranda : Dorita
- 1987 : Barrios altos (ca) de José Ignacio Berlanga : Veronica
- 1987 : Ternosecco de Giancarlo Giannini : Brigida
- 1987 : El Lute, marche ou crève (El Lute: Camina o revienta) de Vicente Aranda : Chelo
- 1988 : Ada dans la jungle de Gérard Zingg : Carmen
- 1988 : El placer de matar de Félix Rotaeta : la Merche
- 1988 : El juego más divertido (es) d'Emilio Martínez-Lázaro : Ada / Sara
- 1988 : Baton Rouge de Rafael Moleón Gavilanes (ca) : Ana Alonso
- 1988 : Sans peur et sans reproche de Gérard Jugnot : Jeanne
- 1988 : La Loi du désir (La ley del deseo) de Pedro Almodóvar : la fille avec Juan
- 1989 : Si te dicen que caí de Vicente Aranda : Menchu/Ramona/Aurora Nin
- 1989 : Sandino (es) de Miguel Littin : Blanca Arauz

#### Années 1990
- 1990 : Attache-moi ! (¡Átame!) de Pedro Almodóvar : Marina Osorio
- 1990 : Los jinetes del alba de Vicente Aranda : Marian
- 1990 : Seule avec toi (A solas contigo) d'Eduardo Campoy : Gloria
- 1991 : Une époque formidable… de Gérard Jugnot : Juliette Berthier
- 1991 : Amants (Amantes) de Vicente Aranda : Luisa
- 1992 : Talons aiguilles (Tacones lejanos) de Pedro Almodóvar : Rebeca
- 1992 : Demasiado corazón d'Eduardo Campoy : Ana / Clara
- 1993 : Intruso de Vicente Aranda : Luisa
- 1994 : Jimmy Hollywood de Barry Levinson : Lorraine
- 1994 : Kika de Pedro Almodóvar : Andrea Caracortada
- 1994 : Casque bleu de Gérard Jugnot : Alicia
- 1995 : Libertarias de Vicente Aranda : Floren
- 1995 : Personne ne parlera de nous quand nous serons mortes (Nadie hablará de nosotras cuando hayamos muerto) d'Agustín Díaz Yanes : Gloria Duque
- 1995 : Gazon maudit de Josiane Balasko : Loli
- 1997 : La Femme du cosmonaute de Jacques Monnet : Anna
- 1999 : Entre les jambes (Entre las piernas) de Manuel Gómez Pereira : Miranda
- 1999 : Mon père, ma mère, mes frères et mes sœurs… de Charlotte de Turckheim : Anne

#### Années 2000
- 2001 : 101 Reykjavík de Baltasar Kormákur : Lola
- 2001 : Et après ? de Mohamed Ismaïl : Laura
- 2001 : Mers tropicales (Mari del sud) de Marcello Cesena (it) : Sabina
- 2003 : Kaena, la prophétie de Chris Delaporte : la reine des Sélénites (voix)
- 2003 : Sans nouvelles de Dieu (Sin noticias de Dios) d'Agustín Díaz Yanes : Lola Nevado
- 2004 : Piégés (Incautos) de Miguel Bardem (es) : Pilar
- 2004 : Cause toujours ! de Jeanne Labrune : Jacinthe
- 2004 : Escuela de seduccion (es) de Javier Balaguer (es) : Sandra Vega
- 2005 : Les gens honnêtes vivent en France de Bob Decout : Aurore Langlois
- 2005 : Le Septième Jour (El séptimo día) de Carlos Saura : Luciana Izquierdo
- 2005 : Tirant le Blanc (Tirante el blanco) de Vicente Aranda : la veuve reposée
- 2005 : Carne de neon (court métrage) de Paco Cabezas : Pura
- 2006 : Summer Rain d'Antonio Banderas : Mlle del Casco Cartaginés
- 2006 : Les Aristos de Charlotte de Turckheim : Duchesse Pilar de Málaga i Benidorm
- 2008 : Óscar. Una pasión surrealista de Lucas Fernandez : Ana
- 2008 : Le Piquant de la vie (Mejor que nunca) de Dolores Payas : Isabel Romero
- 2008 : Sólo quiero caminar d'Agustín Díaz Yanes : Gloria Duque
- 2008 : 48 heures par jour de Catherine Castel : Anna
- 2008 : Leur morale... et la nôtre de Florence Quentin : Murielle
- 2008 : Musée haut, musée bas de Jean-Michel Ribes : Clara

#### Années 2010
- 2012 : Mince alors ! de Charlotte de Turckheim : Sophie
- 2012 : Louves (The Woman Who Brushed Off Her Tears) de Teona Strugar Mitevska : Helena
- 2016 : Joséphine s'arrondit de Marilou Berry : La mère de Gilles
- 2016 : Nacida para ganar (es) de Vicente Villanueva (es) : elle-même
- 2016 : Madres libres (court métrage) d'Auriane Lacince et Viktoria Videnina : Candela
- 2018 : Bernarda d'Emilio Ruiz Barrachina (es) : Josefa

#### Années 2020
- 2020 : La Liste des désirs d'Álvaro Díaz Lorenzo : Carmen
- 2023 : Jailbirds de Thomas Villepoux

#### Prochainement
- MDR - Mort de rire de Samy Naceri
- L'Assistant d'Anne Parillaud

### Télévision
- 1976 : Los Libros, saison 2, épisode 4 La bien plantada de Ramon Gomez Redondo : Eugenia
- 1976-1978 : Un, dos, tres... responda otra vez : le secrétaire comptable
- 1979 : La barraca (es) : Roseta
- 1982 : Estudio 1, épisode Cualquier miercoles de Miguel Lluch : Elena
- 1984 : Télévision de chambre : Sous le signe du poisson de Pierre Zucca : Antoinette
- 1985 : La huella del crimen, épisode 2 El crimen del Capitan Sanchez de Vicente Aranda : Maria Luisa Sanchez
- 1985 : Los pazos de Ulloa (mini-série) : Manolita / Nucha
- 1985 : La mujer de tu vida : Bel
- 2009 : Myster Mocky présente (série télévisée) de Jean-Pierre Mocky, épisode Meurtre entre amies
- 2009 : X femmes (série télévisée), épisode Pour elle de Blanca Li : la femme
- 2010-2018, 2023 : Clem (série télévisée, saisons 1 à 8 et 13) de Joyce Buñuel : Caroline Munoz Ferran, ex-Boissier
- 2011 : Les Beaux Mecs (mini-série, 8 épisodes) de Gilles Bannier : Olga
- 2011 : La Chanson du dimanche (1 épisode) : Francesca
- 2011 : Hôpital central, saison 19, épisode 16 Futuro incierto de José Luis Garcia Berlanga : la polonaise
- 2014-2015 : Sin Identidad (8 épisodes) : Fernanda [1]
- 2016 : Capitaine Marleau de Josée Dayan, épisode 3 Les Mystères de la foi : mère Louise
- 2017 : La Loi de Gloria, épisode L'Avocate du diable de Didier Le Pêcheur : Gloria Mendoza
- 2019 : Caïn, saison 7, deux épisodes : Patricia Vautrin
- 2019 : Trois Noëls (Días de Navidad) (mini-série de trois épisodes) de Pau Freixas : María
- 2021 : Joséphine, ange gardien, saison 20, épisodes 5 et 6 Haute couture de Nicolas Herdt : Cécilia Arranz
- 2021 : Le Grand Restaurant : Réouverture après travaux de Romuald Boulanger
- 2021 : Sauver Lisa (mini-série) de Yann Samuell : Isabel Alvarez
- 2021 : Demain nous appartient (20 épisodes) : Rebecca Flores

### Doublage
- 2000 : La Route d'Eldorado : Chel (Rosie Perez) (version francophone)

### Clip
- 2022 : Suzane - Clit Is Good

## Théâtre

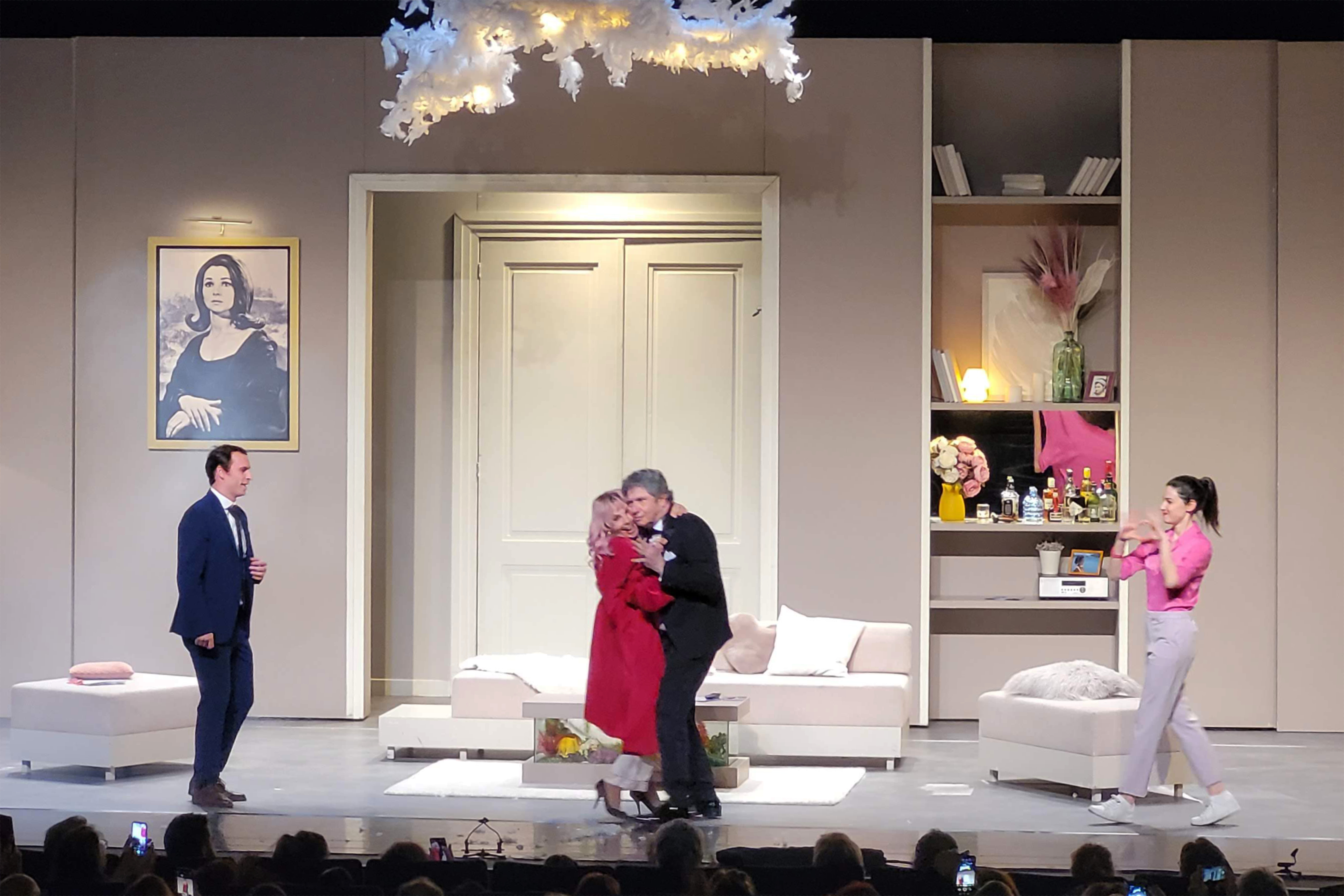
De gauche à droite : Axel Huet, Victoria Abril, Lionnel Astier et Jade-Rose Parker dans Drôle de genre au théâtre de Longjumeau.

- 1986 : Nuit d’ivresse de Josiane Balasko, avec Gérard Jugnot.
- 2018 : Paprika de Pierre Palmade, avec Jean-Baptiste Maunier, Prisca Demarez, Julien Cafaro et Jules Dousset, mise en scène Jeoffrey Bourdenet, théâtre de la Madeleine
- 2022 : Drôle de genre de Jade-Rose Parker, mise en scène Jérémie Lippmann, théâtre de la Renaissance
- 2025 : Marinella de Franck Buirod, mise en scène Julien Alluguette, théâtre de la Madeleine

## Discographie
- Putcheros do Brasil, RCA, 2005 et 2006.
Victoria Abril y interprète des standards de la bossa nova.
- Olala!, RCA, 2007.
Pour son deuxième album, Victoria Abril réunit quatre grandes familles du flamenco de l'Andalousie et de l'Extremadure : Los Moraos (Cadiz), Los Habichuelas (Granada), Los Parrilla (Jerez), Los Porrinas (Badajoz). Elle y interprète des classiques de la chanson française ainsi qu'une chanson en espagnol en faveur de l'euthanasie.

## Distinctions
- 1985 : prix Sant Jordi de la meilleure actrice espagnole pour La noche más hermosa et Le Passeur
- 1986 : Fotogramas de Plata de la meilleure actrice de cinéma pour L'Addition, L'Heure des sortilèges et Padre nuestro
- 1987 : prix de la meilleure interprétation féminine au 35e Festival de Saint-Sébastien pour El Lute, marche ou crève
- 1988 : Fotogramas de Plata de la meilleure actrice de cinéma pour El Lute, marche ou crève et Barrios altos
- 1990 : Fotogramas de Plata de la meilleure actrice de cinéma pour Si te dicen que caí
- 1991 : Ours d'argent de la meilleure actrice au 41e Festival de Berlin pour Amants
- 1993 : Caméra de la Berlinale
- 1995 : Coquille d'argent de la meilleure actrice au 43e Festival de Saint-Sébastien pour Personne ne parlera de nous quand nous serons mortes
- 1995 : prix ACE de la meilleure actrice pour Kika
- 1995 : prix Ondas de la meilleure actrice pour Personne ne parlera de nous quand nous serons mortes
- 1996 : Goya de la meilleure actrice pour Personne ne parlera de nous quand nous serons mortes
- 2002 : European Award d'honneur-Contribution européenne au cinéma mondial
- 2004 : médaille d'or du mérite des beaux-arts par le ministère de l'Éducation, de la Culture et des Sports[15]
- Prix Feroz 2021 : prix Feroz d'honneur[16]